# Adelaide Borghi-Mamo
Adelaide Borghi-Mamo (Bolonia, 9 de agosto de 1826 - Bolonia, 29 de septiembre de 1901) fue una mezzo-soprano italiana, que tuvo una activa carrera internacional entre los años 40 y 80 del siglo XIX. Estuvo casada con el tenor Michele Mamo, y su hija Erminia Borghi-Mamo (1855 - 1941), también tuvo una exitosa carrera como soprano.
Borghi-Mamo estudió canto en Milán con Francesca Festa, y se presentó profesionalmente en 1843 en Urbino como Bianca en Il giuramento, de Saverio Mercadante. Al año siguiente se unió a la compañía del Teatro Vittorio Emanuele de Mesina. Pronto comenzó a ser invitada a aparecer en los principales teatros de Italia.
En 1851 interpretó el papel de Morna en el estreno mundial de Malvina di Scozia, de Giovanni Pacini, en el Teatro de San Carlos. Regresó allí en 1853 para crear el papel de Olimpia en el estreno de Statira, de Mercadante, y el de Odetta en la primera representación de Romilda di Provenza, de Pacini. También interpretó allí ese año la Azucena de Il trovatore. En Nápoles estrenó también obras de Lauro Rossi y Errico Petrella. En 1853 se presentó en Viena, y en 1854 en el Théâtre-Italien de París, con Il trovatore, en su estreno en Francia. Durante 1856 permaneció contratada en ese teatro, en el que fue particularmente admirada en tres óperas de Gioachino Rossini:  Matilde di Shabran, El barbero de Sevilla, y La Cenerentola. En 1856 debutó en la Ópera de París como Leonora en La favorita. Permaneció vinculada a ese teatro durante cuatro años, durante los cuales pudo estrenar obras de Fromental Halévy, Félicien David y Gaetano Braga.
En 1860 Borghi-Mamo hizo su presentación en Londres como Azucena y Leonora en Her Majesty's Theatre. En los años sucesivos cantó en Bolonia, Milán, Venecia y Turín. En 1876 volvió a París, para cantar Preziosilla en La forza del destino. En el Teatro Regio de Turín se presentó en 1862, con Rosina de El barbero de Sevilla, volviendo frecuentemente en años sucesivos. En 1879 actuó en el Teatro Real de Madrid como Beatrice en el estreno mundial de Le donne curiose, de Emilio Usiglio.
En 1884, tras conocerse que era amante del rey Alfonso XII de España y que se paseaba con él en El Retiro, fue expulsada del país por orden del presidente Cánovas.
Se le recuerda una vibrante y entonada voz, y un temperamento apasionado en escena. Su carrera se prolongó hasta la década de 1880. Falleció en Bolonia, a la edad de 75 años.